# Édouard Chavannes
Édouard Émmannuel Chavannes (Lyon, 1865. október 5. – Párizs, 1918. január 29.; kínai neve pinjin hangsúlyjelekkel: Shā Wǎn; magyar népszerű: Sa Van; kínaiul: 沙畹) francia régész, sinológus.

## Élete, munkássága

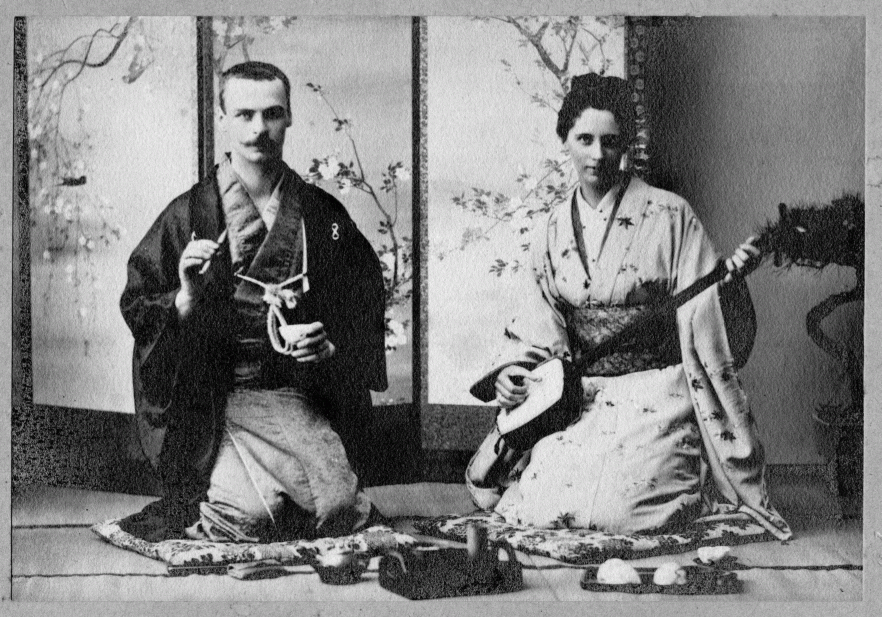
Chavannes feleségével, Alice Dorral a Japánba tett útjukon 1892-ben

Chavannes egyetemi tanulmányait a École normale supérieure-ön végezte el 1888-ban, s érdeklődése csak ezt követően fordult Kína felé az intézmény frissen kinevezett igazgatójának, a régész Georges Perrot biztatására. Kezdetben a kínai filozófiával szeretett volna foglalkozni, de Henri Cordier tanácsára végül a kínai történelem tanulmányozásába kezdett, amelyet akkoriban kevésbé vizsgáltak a nyugati sinológiában. A Collège de France-on Léon d’Hervey de Saint-Denys vezetése alatt kezdett el klasszikus kínai nyelvet tanulni, Maurice Jametel (1856–1889) pedig mandarinra tanította a École des Langues Orientales Vivantes-n. 1889-ben Kínába utazott, hogy ismereteit élőnyelvi környezetben is elmélyítse. 1893-ban tért haza, és feleségül vette egy nagy tiszteletnek örvendő lyoni szemész lányát, Alice Dort. Feleségével együtt később visszatért Kínába. Három gyermekük született, két lány és 1897-ben fiuk, Fernand Henri (1897–1985), aki az első világháborúban kitüntetett vadászpilóta volt.
Chavannes-t miután 1893-ban hazatért Kínából, kinevezték a Collège de France kínai professzorává, amely pozíció d'Hervey-Saint-Denys márki 1892 novemberében bekövetkezett halála óta üresen állt. Több külföldi tudományos társaságnak is tagja volt. 1904 és 1916 között a T’oung Pao sinológia szakfolyóirat társszerkesztője volt, 1915-ben pedig megválasztották az Académie des inscriptions et belles-lettres elnökének.
Tudományos munkássága egyik legjelentősebb eredmény Sze-ma Csien A történetíró feljegyzései című művének franciára történő fordítása. Ezért a művéért 1897-ben másodszor is a Stanislas Julien-díjjal jutalmazták. Ezt a díjat három évvel korábban, 1894-ben – mindössze hat évvel azt követően, hogy kínaiul kezdett tanulni – a Mémoire composé à l'époque de la grande dynastie T'ang sur les religieux éminents qui allèrent chercher la loi dans les pays d'Occident című művéért már megkapta. Ebben a munkájában Chavannes hatvan Tang-kori kínai buddhista szerzetes életrajzát dolgozta fel, akik Indiába mentek zarándoklatra és buddhista szövegek felkutatására.
Chavannes olyan kiváló sinológusoknak volt a mestere, mint Paul Pelliot és Marcel Granet.

## Főbb művei
- (1890). "Le Traité sur les sacrifices Fong et Chan de Se-ma Ts'ien, traduit en français". Journal of the Peking Oriental Society
- (1893). La Sculpture sur pierre en Chine au temps des deux dynasties Han
- (1894). Mémoire composé à l'époque de la grande dynastie T'ang sur les religieux éminents qui allèrent chercher la loi dans les pays d'occident par I-Tsing
- (1895–1905). Les Mémoires historiques de Se-ma Ts'ien traduits et annotés, 5 vols.
- (1902). Dix inscriptions chinoises de l'Asie centrale
- (1910). Le T'ai Chan, essai de monographie d'un culte chinois
- (1910–1911). Cinq cents contes et apologues extraits du Tripiṭaka chinois, 3 vols.

## Fordítás
- Ez a szócikk részben vagy egészben  az   Édouard Chavannes című angol Wikipédia-szócikk ezen változatának fordításán alapul.  Az eredeti cikk szerkesztőit annak laptörténete sorolja fel. Ez a jelzés csupán a megfogalmazás eredetét és a szerzői jogokat jelzi, nem szolgál a cikkben szereplő információk forrásmegjelöléseként.